# پیت کیزر
پیت کیزر (هلندی: Piet Keizer؛ زادهٔ ۱۴ ژوئن ۱۹۴۳ - درگذشته ۱۰ فوریه ۲۰۱۷) یک بازیکن فوتبال اهل هلند بود 

## تیم ملی
وی همچنین در تیم ملی فوتبال هلند و تیم باشگاهی آژاکس آمستردام بازی کرده‌است و توانسته سه بار قهرمانی جام باشگاه‌های اروپا را کسب کند. پیت کیزر ۷۳ ساله، پس از نبرد طولانی با بیماری سرطان در ۱۰ فوریه ۲۰۱۷ درگذشت.